# Tåsinge

Tåsinges position i Danmark.

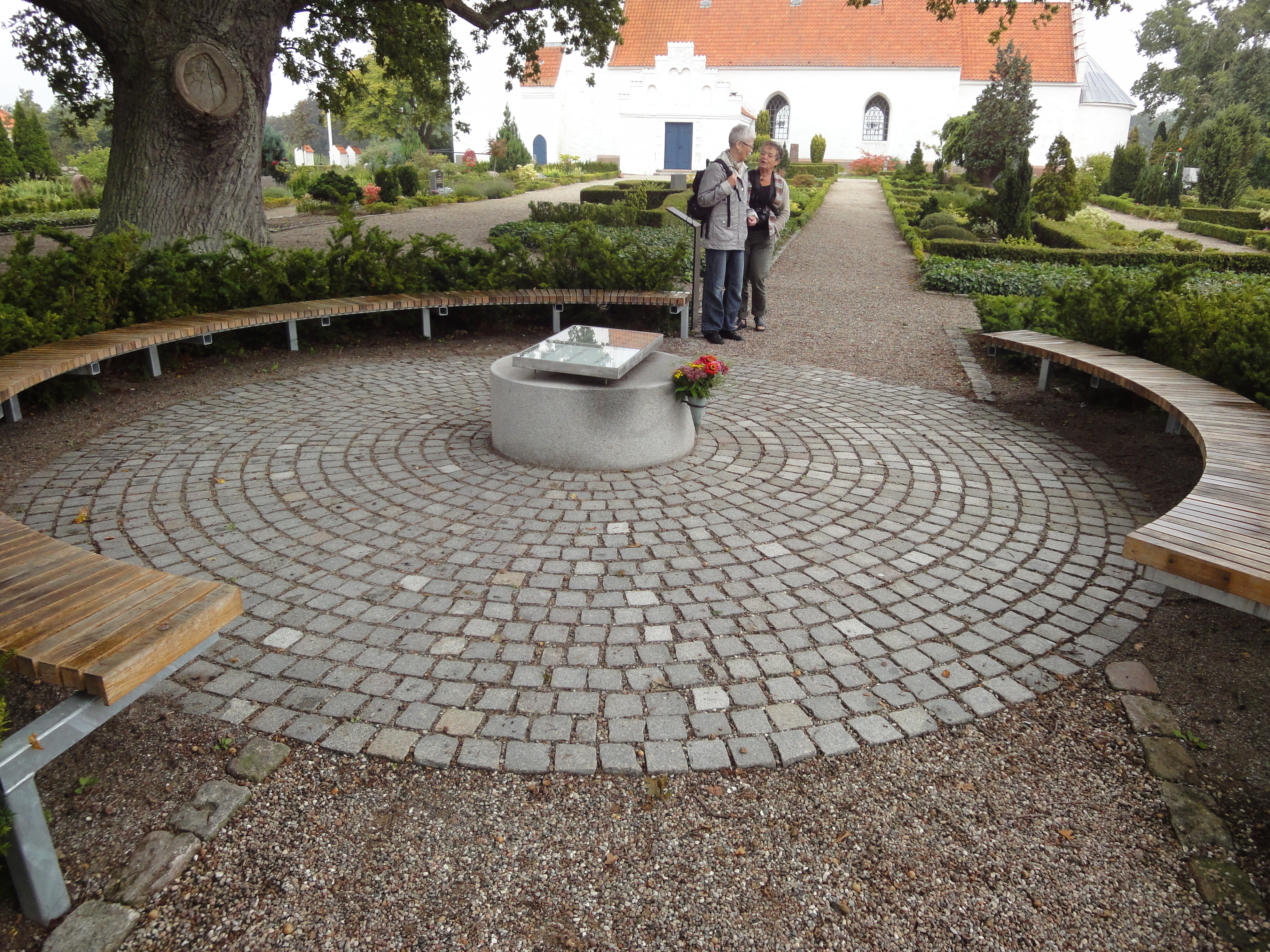
Elvira Madigans och Sixten Sparres gravplats på Landet kirkegård efter omgestaltningen 2013.

Tåsinge (Taasinge) är en ö söder om Fyn med en areal på 70 km² och 6 213 invånare.(2020). Den hör till Svendborgs kommun. Det största samhället på ön är Vindeby.
I norr finns en bro som förbinder Tåsinge med Fyn och Svendborg. I sydöst löper två broar via ön Siø till Langeland, varifrån man kan fortsätta med färja till Lolland.
Sixten Sparre och Elvira Madigan flydde till Tåsinge och ligger begravda på Landet kyrkogård.